# Harveya andongensis
Harveya andongensis är en snyltrotsväxtart som beskrevs av William Philip Hiern. Harveya andongensis ingår i släktet Harveya och familjen snyltrotsväxter. Inga underarter finns listade i Catalogue of Life.